# Український археографічний щорічник
Український археографічний щорічник раніше Український археографічний збірник — українське неперіодичне академічне наукове видання з джерелознавства, археографії та історіографії, який видає  Інститут української археографії та джерелознавства імені М. С. Грушевського НАН України. Виходить неперіодично з 1992 року. Має подвійну нумерацію томів, що пов'язано із заявленим правонаступництвом цього видання з Українським археографічним збірником (1926—1930). Головним редактором були Михайло Грушевський у 1926–1930 роках, Павло Сохань у 1992–2013 роках. З 2013 року головним редактором є директор Інституту Георгій Папакін. 
Засновниками відновленого Українського археографічного щорічника є Інститут української археографії та джерелознавства ім. М.С. Грушевського НАН України та Археографічна комісія НАН України.
Офіційно зареєстроване Міністерством юстиції України 30 квітня 2009 року (свідоцтво: Серія КВ № 15258–3830 Р). Зареєстроване ВАК України як фахове видання з історичних наук у 1999 році. Перереєстровано постановою Президії ВАК України від 1 липня 2010 року № 1–05/5. 

## Історія

### Заснування
Української Академії наук мала намір видати Український археографічний збірник у 1918 році після заснування академічних історичних комісій. Зокрема, у 1919 році створена комісія Археографічна комісія ВУАН для керівництва виданням документальних публікацій з історії України. У 1921 році до Комісії передана Тимчасова комісія для розбору стародавніх актів у Києві. Повернення у 1924 році до України українського історика Михайла Грушевського та очоленням ним Археографічної комісії надало поштовх до розвитку української археографії. 
Михайло Грушевським розробив ряд заходів велику програму археографічної та джерелознавчої роботи з акцентом на пошукову, дослідницьку та видавничу діяльність з долученням старої нової генерації істориків. З видавничої діяльності він запропонував нове періодичне видання Український археографічний збірник. За його задумом комісія продовжила розпочаті раніше археографічні видання, такі як Акты Западной России, Архива Юго-Западной России а також Жерела історії до України-Руси.

#### Український археографічний збірник
Михайло Грушевський займався редактурою видання.

#### Закриття
Розпочатий на початку 1930-х років масовий терор проти української наукової інтелігенції призвів до того, що вже з середини 1930-х років археографічна робота фактично була припинена. Неопублікований залишився 4-й том Українського археографічного збірника, який вже був підготовлений до друку.